# Ivan Padovec
Ivan Padovec (Varaždin, 17. srpnja 1800. – Varaždin, 4. studenog 1873.) bio je hrvatski gitarist i skladatelj.

## Životopis
Ivan Padovec je u Zagrebu pohađao učiteljsku školu, a glazbu je učio kod J.K. Wisner-Morgensterna. U gitari je samouk. Javno je nastupao od 1827., te potom živio u Beču i nastupao u Europi. Godine 1848. vratio se potpuno slijep u Varaždin, gdje je podučavao, ponekad nastupao i skladao. Prema njegovu nacrtu je u Beču izrađena gitara s 10 žica (čuva se u zagrebačkom Muzeju za umjetnost i obrt) za koju je napisao i priručnik. Skladao je djela za gitaru i popijevke u kojima ima prizvuka hrvatskih pučkih napjeva.
Prema Kuhaču, Padovec je bio možda "prvi i jedini hrvatskog gitarski virtuozo".
Nije poznato gdje su završila sva njegova djela, jer je dio poslao u Beč, a nije poznato komu; srećom je dio njegovih djela kupio njegov učenik Lavoslav Vojska, lokalni dužnosnik, vrsni gitarist i pjevač. Padovec je skladao preko 200 djela koje je napisao uglavnom za jednu ili dvije gitare, nešto za glas uz gitarsku pratnju te za komorne orkestre. Skladbe za glas i glazbalo pisao je na stihove hrvatskih, austrijskih i njemačkih pjesnika. Radovi su mu od jednostavnih do složenih sonatina, plesova i inih složenih djela. Djela su mu objavili hrvatski nakladnici Lavoslav Hartman i drugi. 
Umro je bez potomstva. Pogreb je bio skroman, a poslije su mu štovatelji podignuli spomenik. Pokopan je na Gradskom groblju Varaždin.

## Vanjske poveznice
- www.wam.hr – Josip Bažant: »Novi doprinosi za monografiju Gitarist Ivan Padovec«
- Gitara 2, 2000.  Arhivirana inačica izvorne stranice od 4. ožujka 2016. (Wayback Machine) Mirko Orlić: »Ivan Padovec, hrvatski gitarist europskog ugleda«